# WWE The Great American Bash
 Der er for få eller ingen kildehenvisninger i denne artikel, hvilket er et problem. Du kan hjælpe ved at angive troværdige kilder til de påstande, som fremføres i artiklen.

WWE The Great American Bash var et pay-per-view-show inden for wrestling produceret af World Wrestling Entertainment (WWE). Det var ét af organisationens månedlige shows og blev afholdt i enten juni eller juli mellem 2004 og 2009. Det er efterfølgeren til The Great American Bash, der blev produceret af Jim Crockett Promotions i National Wrestling Alliance fra 1985 til 1990 og derefter World Championship Wrestling fra 1991 til 2000. Fra 2004 til 2008 blev showet ligeledes promoveret af WWE under det oprindelige navn, men i 2009 valgte man at omdøbe showet til The Bash for at appellere til et mere globalt publikum. 

## Resultater
The Bash 2009 fandt sted d. 28. juni 2009 fra ARCO Arena i Sacramento, Californien.
- ECW Championship: Tommy Dreamer besejrede Jack Swagger, Christian, Mark Henry og Finlay
- WWE Intercontinental Championship: Rey Mysterio besejrede Chris Jericho i en Mask vs. Title Match
- Dolph Ziggler besejrede The Great Khali (med Ranjin Singh) i en No DQ Match
- WWE World Tag Team Championship: Edge og Chris Jericho besejrede Carlito og Primo og Cody Rhodes og Ted DiBiase i en Triple Threat Match
- WWE Women's Championship: Michelle McCool besejrede Melina
- WWE World Heavyweight Championship: Jeff Hardy besejrede CM Punk via diskvalifikation
- John Cena besejrede The Miz
- WWE Championship: Randy Orton besejrede Triple H i en 3 Stages of Hell Match

| Sport | Spire Denne artikel om sport er en spire som bør udbygges. Du er velkommen til at hjælpe Wikipedia ved at udvide den. |